# 新婦
| ウィキペディアには「新婦」という見出しの百科事典記事はありません（タイトルに「新婦」を含むページの一覧/「新婦」で始まるページの一覧）。 代わりにウィクショナリーのページ「新婦」が役に立つかもしれません。 |